# Patna
Patna (/ˈpætnə, ˈpʌt-/ⓘ (del hindi: पटना)) es una ciudad del noreste de la India a orillas del río Ganges poco antes de su confluencia con el Gandak. Patna es capital del estado federado indio de Bihar, en su conurbación se encuentran las ruinas de Pataliputra.
Patna se ubica en el centro de una importante cuenca cerealera lo cual ha determinado su importancia económica, política, histórica y cultural.
En 2006 su área ocupaba un perímetro de aproximadamente 15 km × 6,5 km.

## Historia
Antes del siglo XVI la historia de Patna es la misma que la de su predecesora, la célebre Pataliputra; es en el siglo indicado —durante el Gran Mogol— que el centro urbano se traslada a su actual ubicación y surge la actual Patna con el nuevo nombre como sede capital del virreinato de Bihār siendo ya entonces una activa ciudad comercial. En 1763 los ingleses, tras una breve pero reñida contienda con el nawab de Bengala se adueñaron de Patna, la cual bajo el régimen colonial del Reino Unido fue declarada capital del Bihār y la provincia de Orissa; en 1935 Patna pasó a ser capital del Bihār, estatus que ha mantenido desde la independencia de la India en 1947.

## Cultura
Actualmente Patna engloba las ruinas de la antigua Pataliputra; durante el Imperio Mogol de la India se edificó una gran mezquita (1459); esta ciudad es también considerada uno de los centros sagrados de los sijs ya que en ella nació su último gran gurú, Gorinda Singh, existiendo por esto un importante templo de esta religión.

En sus proximidades se encuentran otros centros de peregrinaje (Vaishali, Rajgir —o Rajagriha—, Nalanda, Bodhgaya y Pawapuri) correspondientes a otros cultos budismo y jainismo

Asimismo cuenta Patna con un interesante museo de Arte e Historia y una universidad fundada en 1917.

## Economía
Esta ciudad es un centro comercial de productos agropecuarios (arroz, maíz, trigo, soya, sésamo, caña de azúcar, linaza); también es un importante centro artesanal: tejidos de algodón y seda; orfebrería y metalurgia en general a lo que se suma la producción de cerámicas. Desde fines de siglo XX se ha incrementado la actividad industrial así como el sector terciario de servicios y, especialmente, el turismo.

## Demografía
| Gráfica de evolución de Patna entre 1814 y 2011 |
|                                                 |

- Datos: Q80484
- Multimedia: Patna / Q80484

1. ↑  Worldpostalcodes.org,código postal n.º 800001.